# استنلی کوهن (جامعه‌شناس)
استنلی کوهن (انگلیسی: Stanley Cohen؛ ۲۳ فوریه ۱۹۴۲ – ۷ ژانویهٔ ۲۰۱۳) جامعه‌شناس، متخصص جرم‌شناسی، استاد دانشگاه، نویسنده، و فعال حقوق بشر اهل بریتانیا بود.
وی همچنین برندهٔ جوایزی همچون عضو آکادمی بریتانیا شده‌است.